# گو اویداک (آریزونا)
گو اویداک (به انگلیسی: Gu Oidak) یک منطقهٔ مسکونی در ایالات متحده آمریکا است که در شهرستان پیما، آریزونا واقع شده‌است. گو اویداک ۱۸٫۳۵ کیلومتر مربع مساحت و ۵٬۵۲۳ نفر جمعیت دارد و ۶۲۵ متر بالاتر از سطح دریا واقع شده‌است.